# Snåsa
Snåsa (südsamisch Snåase) ist eine Kommune im norwegischen Fylke Trøndelag. Die Kommune hat 2138 Einwohner (Stand: 1. Januar 2025). Verwaltungssitz ist der gleichnamige Ort Snåsa.

## Geografie

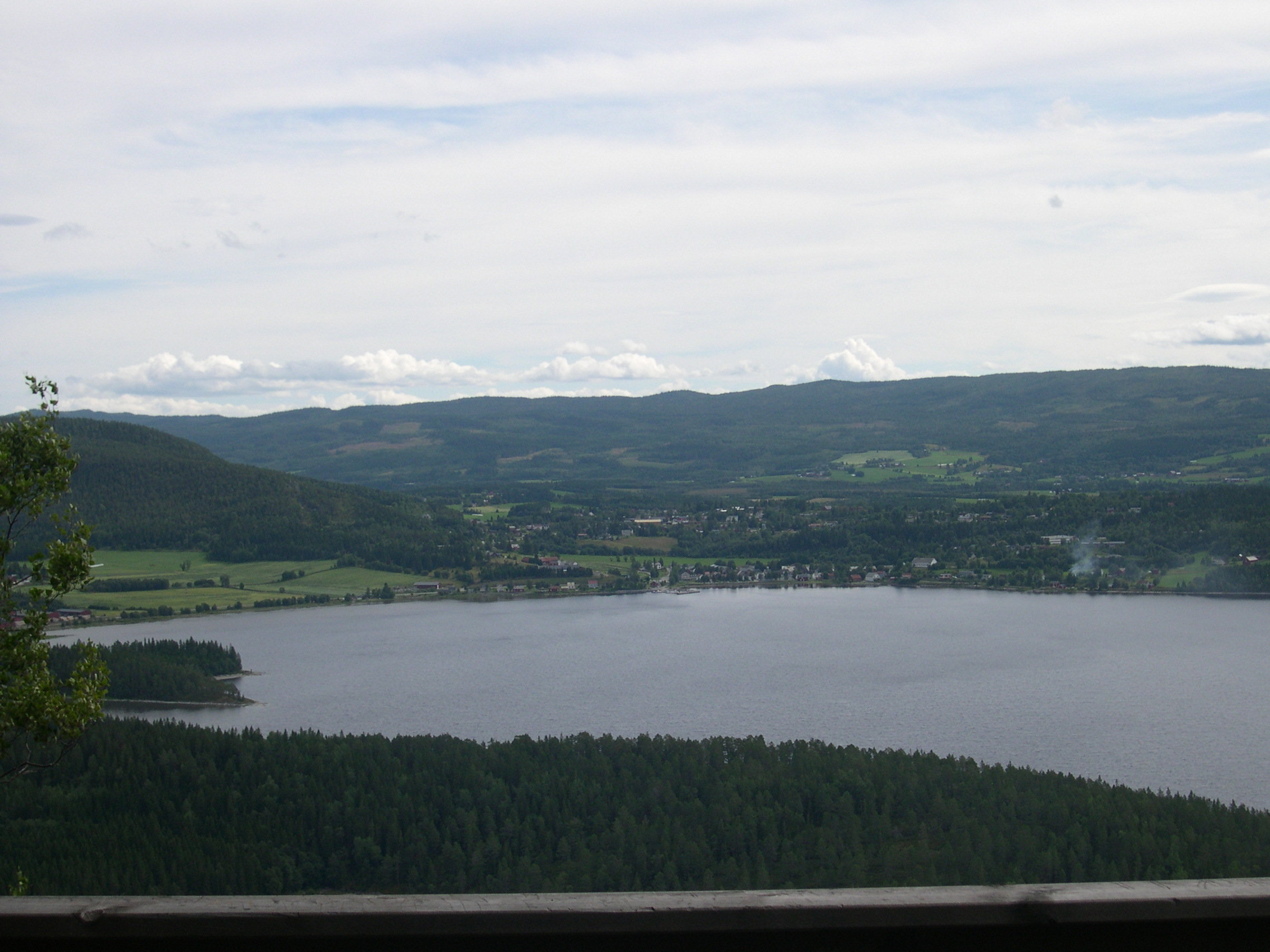
Snåsavatnet mit Blick zur Ortschaft Snåsa

Snåsa liegt an der norwegischen Ostgrenze zu Schweden. In Norwegen grenzt die Gemeinde an Lierne im Osten, an Grong im Norden, Overhalla im Nordwesten, Steinkjer im Westen sowie an Verdal im Süden. Auf der Grenze zu Steinkjer im Westen liegt der See Snåsavatnet. Er hat eine Fläche von etwa 122 km², eine maximale Tiefe von 121 Metern und eine Einzugsgebiet von 1434 km². Der See ist der sechstgrößte Norwegens. In der Kommune befinden sich mehrere Moorgebiete.
Etwa ein Drittel des Gemeindeareals liegt auf einer Höhe von über 600 moh. Im Süden und Osten der Kommune werden über 1000 moh. erreicht. Die Erhebung Huvhpie (Skjækerhatten) stellt mit einer Höhe von 1138,47 moh. den höchsten Punkt der Kommune Snåsa dar. Der Berg liegt im Süden der Kommune. Im Südosten liegt ein Teil des 2004 gegründeten Blåfjella-Skjækerfjella-Nationalparks in der Kommune Snåsa. Mit insgesamt 1932 km² ist er der viertgrößte Nationalpark.

## Einwohner
Der Großteil der Einwohner lebt in den Gebieten am Süd- und Ostufer des Snåsavatnet. Ab den 1950er-Jahren begann die Zahl der Einwohner zurückzugehen. Snåsa ist der einzige sogenannte Tettsted, also die einzige Ansiedlung, die für statistische Zwecke als eine städtische Siedlung gewertet wird. Zum 1. Januar 2024 lebten dort 658 Einwohner. Snåsa liegt am Ostufer des Sees Snåsavatnet.
Snåsa ist ein Hauptsiedlungsgebiet der Südsamen. Da Snåsa Teil des samischen Verwaltungsgebiets ist, ist die norwegische Sprache dem Samischen gleichgestellt. Die Einwohner haben folglich unter anderem einen Anspruch darauf, die Kommunikation mit öffentlichen Organen in einer samischen Sprache laufen zu lassen.
Die Einwohner der Gemeinde werden Snåsning genannt. Snåsa hat wie viele andere Kommunen der Provinz Trøndelag weder Nynorsk noch Bokmål als offizielle Sprachform, sondern ist in dieser Frage neutral.
| Jahr          | 1986 | 1990 | 1995 | 2000 | 2005 | 2010 | 2015 | 2020 | 2025 |
| ------------- | ---- | ---- | ---- | ---- | ---- | ---- | ---- | ---- | ---- |
| Einwohnerzahl | 2601 | 2526 | 2464 | 2397 | 2260 | 2164 | 2153 | 2063 | 2138 |

## Geschichte

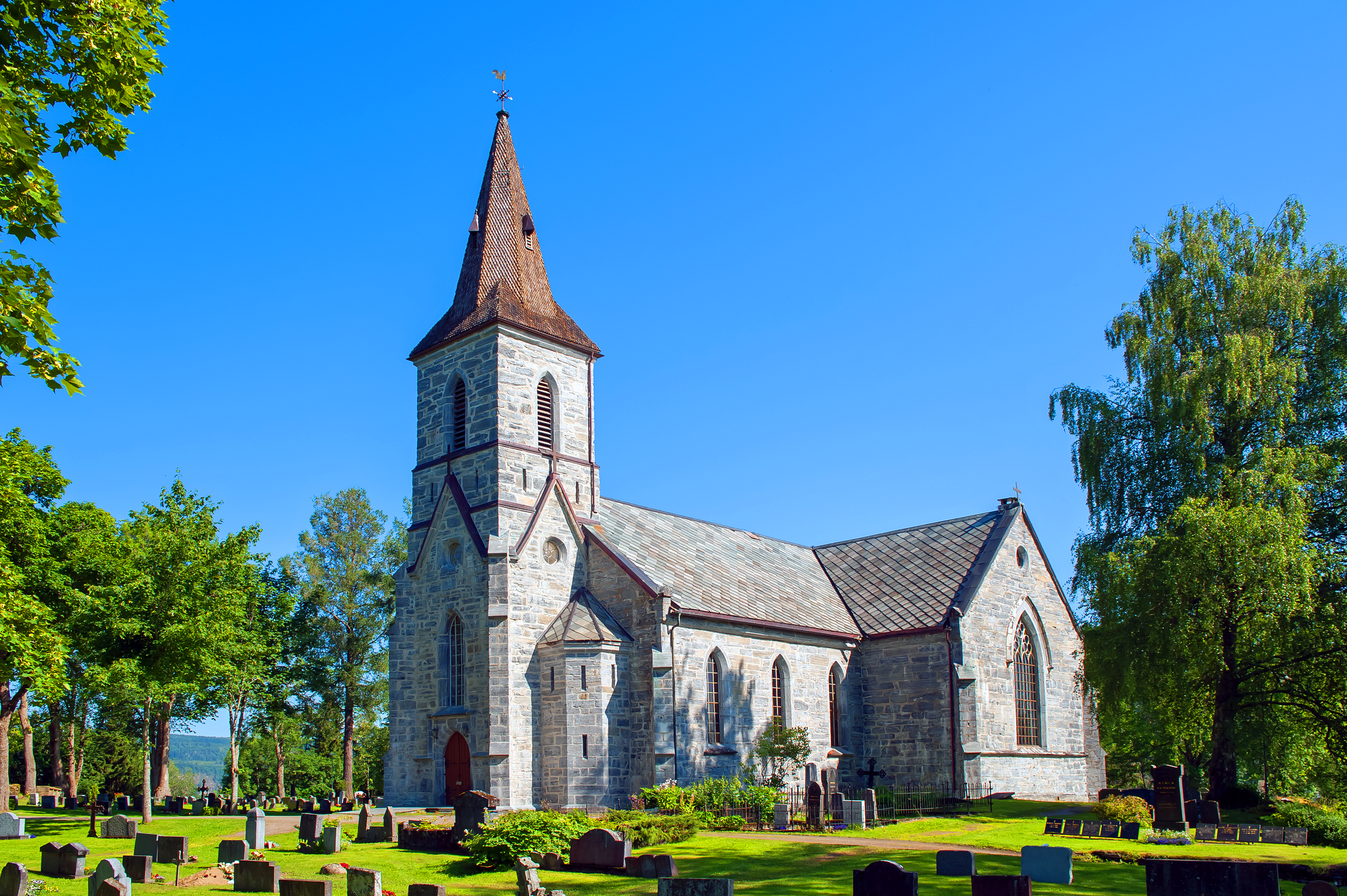
Snåsa kirke

Die Kommune Snåsa wurde im Zuge der Einführung der lokalen Selbstverwaltung im Jahr 1837 gegründet. Zum 1. Januar 1874 wurde Lierne von Snåsa abgespalten. Snåsa verblieb dabei mit 2235 Einwohnern, Lierne hatte bei seiner Gründung 1015 Einwohner.
Bis zum 31. Dezember 2017 gehörte Snåsa der damaligen Provinz Nord-Trøndelag an. Sie ging im Zuge der Regionalreform in Norwegen in die zum 1. Januar 2018 neu geschaffene Provinz Trøndelag über.
In Snåsa befindet sich das Saemien Sijte, ein südsamisches Museum und Kulturzentrum. Die Snåsa kirke ist eine Kirche aus dem Jahr 1220. Sie ist eine Kirche im romanischen Stil.

## Wirtschaft und Infrastruktur

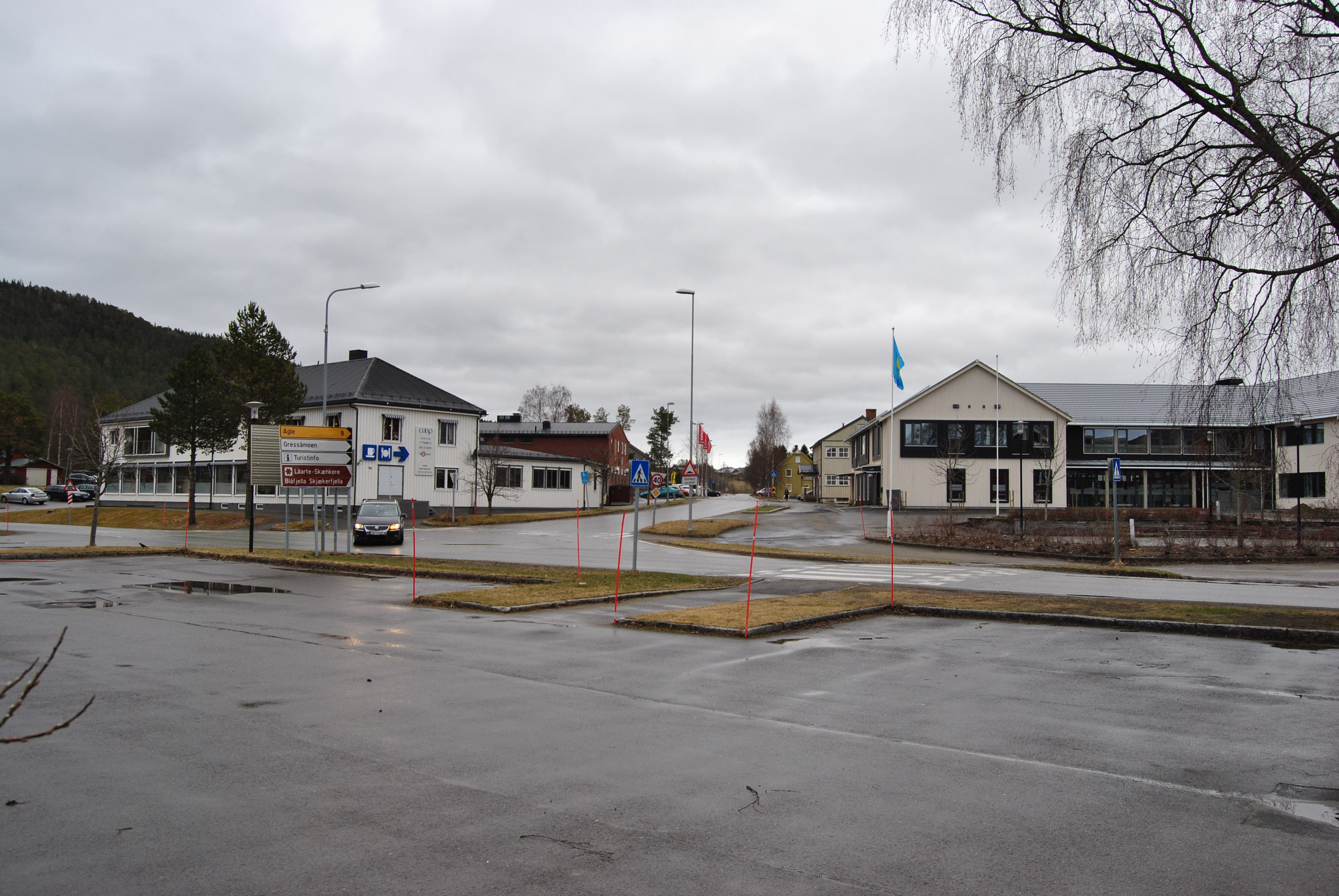
Ortschaft Snåsa

### Verkehr
Entlang des Nordwestufers des Snåsavatnets führt die als in diesem Abschnitt steinrutschgefährdet geltende Europastraße 6 (E6) von Steinkjer in die Kommune Snåsa. Am Nordufer angekommen knickt sie von nordöstlicher in nördliche Richtung ab. Von Süden kommend mündet dort der Fylkesvei 763 in die Straße. Dieser führt am Südufer des Sees ebenfalls in Richtung Nordosten von Steinkjer nach Snåsa. In diesem Abschnitt parallel zum Fylkesvei verläuft die Bahnlinie Nordlandsbanen. Die Snåsa stasjon wurde 1926 eröffnet, als die Strecke bis Snåsa fertiggestellt wurde.

### Wirtschaft
Von größerer wirtschaftlicher Bedeutung sind die Land- und Forstwirtschaft. Im Bereich der Landwirtschaft ist die Haltung von Rindern und der Anbau von Getreide verbreitet. Des Weiteren wird von der samischen Bevölkerung Rentierhaltung betrieben. Auch die Jagd und Fischerei sind typisch für Snåsa. In der Industrie ist vor allem die Holzverarbeitung und Lebensmittelproduktion verbreitet. Das größte Wasserkraftwerk der Kommune ist das 1971 in Betrieb genommene Kraftwerk Bogna. Im Zeitraum 1981 bis 2010 lag die Durchschnittsproduktion bei zirka 137 GWh. Im Jahr 2020 arbeiteten von etwa 1000 Arbeitstätigen etwa 660 in Snåsa selbst, über 100 weitere waren in Nachbarkommune Steinkjer beschäftigt.

## Wappen
Das seit 1994 offizielle Wappen der Kommune zeigt einen goldenen Gelben Frauenschuh auf blauem Hintergrund. Die Pflanze wächst ist Snåsa.

## Persönlichkeiten
- Per Schei (1875–1905), Geologe und Polarforscher
- Peder Falstad (1894–1965), US-amerikanischer Skispringer
- Ella Holm Bull (1929–2006), saamische Autorin
- Jon Åge Tyldum (* 1968), Biathlet
- Anders Eide (* 1971), Skilangläufer